# Zygmunt Szczesny Felinski

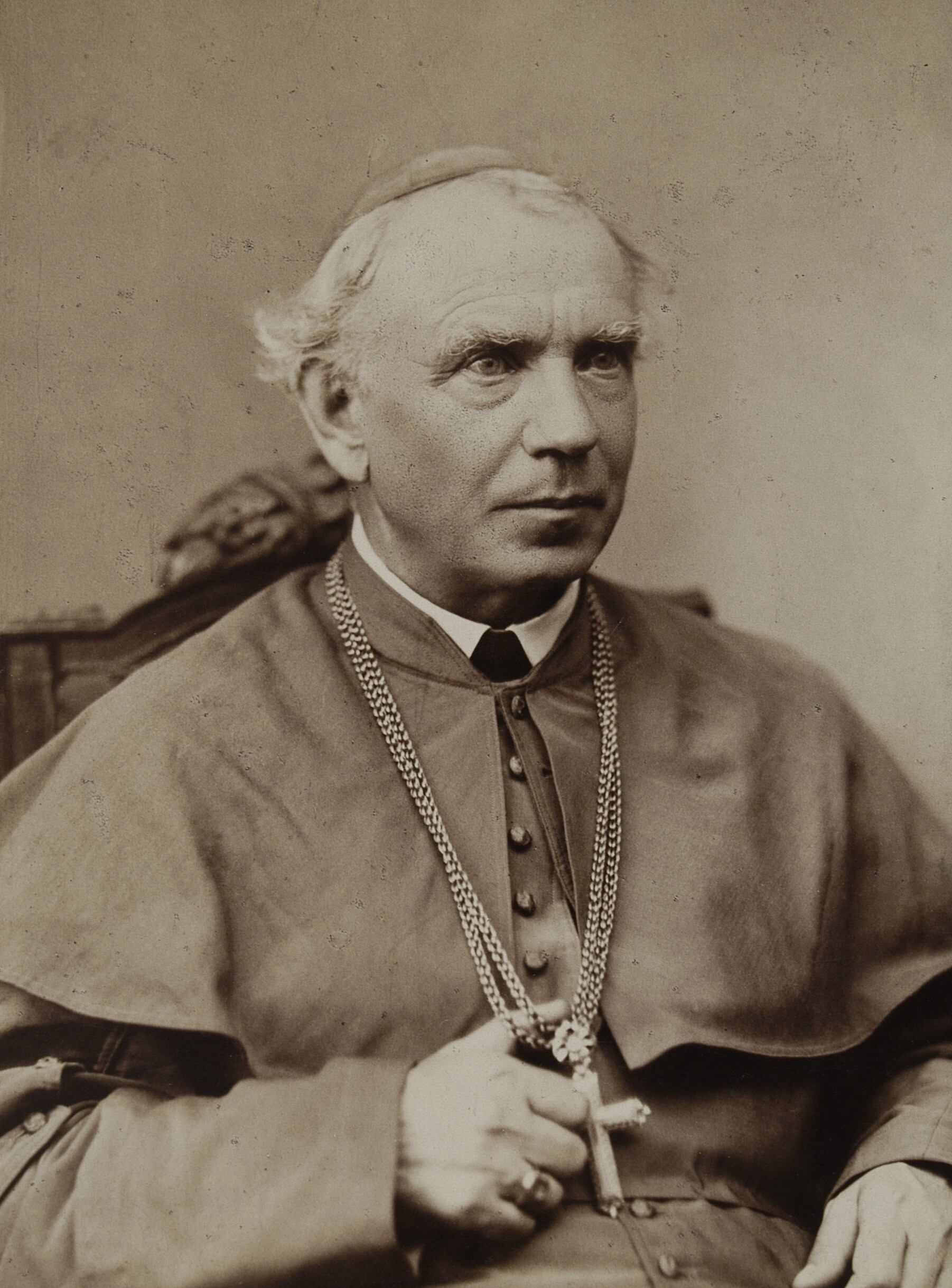
Zygmunt Szczesny Felinski

Zygmunt Szczesny Felinski (Wojutyn, bij Loetsk, 1 november 1822 - Krakau, 17 september 1895) was een Pools aartsbisschop.
Feliński studeerde wiskunde in Moskou en Parijs en werd in 1855 tot priester gewijd in Oekraïne. Hij stichtte in 1857 in Sint-Petersburg de franciscaanse "zustergemeenschap van de familie van Maria". In 1862 werd hij door paus Pius IX benoemd tot aartsbisschop van Warschau. In het kader van de tsaristische maatregelen tegen de januariopstand, werd hij in 1863 voor 20 jaar verbannen naar Jaroslavl. Hij bouwde er een rooms-katholieke parochiegemeenschap op en steunde andere bannelingen. Na onderhandelingen tussen het Russische Keizerrijk en de Heilige Stoel mocht hij Rusland verlaten. In 1893 deed hij afstand van het ambt van aartsbisschop en werd hij door paus Leo XIII benoemd tot titelvoerend bisschop van Tarsus. Hij bracht de laatste jaren van zijn leven door in Galicië.
In 2002 werd hij door paus Johannes Paulus II zalig verklaard. Op 11 oktober 2009 werd hij heilig verklaard door paus Benedictus XVI.
- Bibliothèque nationale de France: cb12152179p (data)
- Gemeinsame Normdatei: 118953702
- International Standard Name Identifier: 0000 0000 8150 9562
- Library of Congress Control Number: n88018567
- Nationale Bibliotheek van Tsjechië: ola2010595024
- Nationale Bibliotheek van Polen: a0000001178813
- SNAC: w6b59c0m
- Système universitaire de documentation: 115690964
- Virtual International Authority File: 71428560
- WorldCat: E39PBJy8rfTxwpRpqByGJFbKh3